# San Filippo Neri (Palermo)

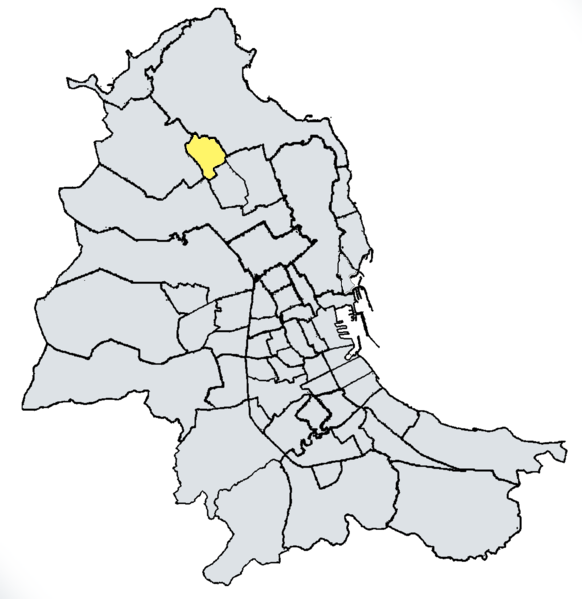
Lage von San Filippo Neri in Palermo

San Filippo Neri, inoffiziell auch ZEN (Abkürzung von Zona Espansione Nord, Expansionszone Nord), genannt, ist die 47. Einheit der „Primo Livello di Palermo“, ein Teil des Municipios VII. im Norden von Palermo, in dem etwa 16.000 Einwohner leben.

## Beschreibung
Das Stadtviertel, welches in den Bauphasen ZEN 1 und ZEN 2 mit unterschiedlichen Konstruktionsmerkmalen fertiggestellt wurde, besteht zum großen Teil aus sozialem Wohnungsbau. Des Weiteren findet man dort Wohnhäuser, Dienstleistungsunternehmen bis hin zu  Kunsthandwerksläden. Bekannte Gebäude sind das Velodrom „Paolo Borsellino“ und das Einkaufszentrum „Conca d'Oro“. ZEN 2, welches von ZEN 1 durch die Kirche S. Filippo Neri geteilt wird, wurde im Jahr 1969 nach Muster des Architekten Vittorio Gregotti im Rahmen des Palermitaner IACP erbaut. Die Gebäude zeichnen sich durch ihre besondere architektonische Struktur (sogenannte „Insulae“) aus. Das Viertel wurde geprägt von illegaler Hausbesetzung.
Heute gilt ZEN wie Corviale in Rom oder Scampia in Neapel als sozialer Brennpunkt. Die Nachbarschaft hat aufgrund ihrer besonderen Bauweise eine Reihe ernsthafter Probleme. Dazu gehört vor allem eine starke soziale Degradation, die sich in Armut, Arbeitslosigkeit, einer hohen Schulabbrecherquote, Kleinkriminalität und Infiltration durch die Mafia ausdrückt. Trotz mehrfacher Proteste durch die Medien, das Engagement von Schulen, religiösen Institutionen und Freiwilligen bleibt die Situation in ZEN derart alarmierend, dass der bekannte Architekt Massimiliano Fuksas dazu gedrängt hat, zusammen mit anderen ähnlichen Ballungsräumen, den Abriss vorzuschlagen.
ZEN ist durch die AMAT-Linien 614–619 mit Palermo verbunden. ZEN war im Jahr 1990 der Hintergrund des sozialkritischen Filmes „Ragazzi Fuori“ (Boys on the Outside) von Marco Risi.